# Новые Шигали
Новые Шигали — деревня в Дрожжановском районе Татарстана. Входит в состав Звездинского сельского поселения.

## География
Находится в юго-западной части Татарстана на расстоянии приблизительно 11 км на северо-восток по прямой от районного центра села Старое Дрожжаное на речке Малая Цильна.

## История
Основана не позднее первой четверти XVIII века.

## Население
В деревне числилось в 1747 году — 187 душ мужского пола, в 1859 — 308 жителей, в 1897 — 541, в 1913 — 648, в 1920 — 830, в 1926 — 1131, в 1938 — 652, в 1949 — 776, в 1958 — 766, в 1970 — 642, в 1979 — 549, в 1989 — 314. Постоянное население составляло 297 человек (чуваши 100 %) в 2002 году, 239 — в 2010.